# Karl Andres (Politiker)
Karl Andres (* 13. Januar 1876 in Kirn; † 29. August 1935 auf Gutleuthof bei Bad Kreuznach) war ein deutscher Gutsbesitzer, Weinbaulobbyist und Politiker.

## Leben
Karl Andres war Sohn von Philipp Andres, der die Kirner Privatbrauerei und das Weingut Gutleuthof bei Bad Kreuznach besaß. Er besuchte das Gymnasium Philippinum Weilburg und bestand Ostern 1896 die Abiturprüfung. Er studierte an der Ruprecht-Karls-Universität Rechtswissenschaft und  wurde Mitglied des Corps Rhenania Heidelberg. Er schloss eine weinbauwirtschaftliche Lehre in Österreich und in der Pfalz an und übernahm nach einer Studienreise nach Kalifornien 1902 das Familienweingut Gutleuthof bei Kreuznach.
1912–1917 war Andres Mitglied im Zentralvorstand der Nationalliberalen Partei. Am 10. Dezember 1913 wurde er für den Wahlkreis Koblenz 4 (Kreuznach, Simmern, Zell) in das Preußische Abgeordnetenhaus nachgewählt, dem er bis 1919 angehörte.  1919–1933 war er für die Deutsche Volkspartei Mitglied des Rheinischen Provinziallandtages und Provinzausschusses und 1926 Mitglied des Preußischen Staatsrats. 
Daneben betätigte er sich auch in der Weinbaulobby und war stellvertretender Vorsitzender des Verbandes preußischer Weinbaugebiete und des Verbandes deutscher Naturweinversteigerer, Mitglied der Landwirtschaftskammer der Rheinprovinz und der Hauptlandwirtschaftskammer Berlin, Vorsitzender und Ehrenvorsitzender des Oberrheinischen und Bundesvorstandsmitglied des Reichslandbundes sowie Mitglied des Reichswirtschaftsgerichts.
Als Hauptmann im Feldartillerie-Regiment Nr. 31 hatte er 1914–1918 an der Westfront (Erster Weltkrieg) an der Schlacht in Lothringen und der Schlacht an der Somme teilgenommen, an der Ostfront an der Winterschlacht in Masuren, der Schlacht bei Wilna und der Schlacht am Naratsch-See. Zuletzt Major der Reserve, war Andres Vorsitzender (1934 Ehrenvorsitzender) der Kriegerverbände des Kyffhäuserbundes der Kreise Kreuznach und Meisenheim.
Andres’ Sohn Heinz-Eberhardt Andres war 1952–1969 Landrat des Kreises Alzey.